# فرد ستون (ملحن)
فرد ستون هو عازف جاز وملحن وعازف بيانو كندي، ولد في 9 سبتمبر 1935 في تورونتو في كندا، وتوفي في 10 ديسمبر 1986.

## وصلات خارجية
- فرد ستون على موقع ميوزك برينز (الإنجليزية)
- فرد ستون على موقع ديسكوغز (الإنجليزية)